# 基尔斯珀
基尔斯珀是德国北莱茵-威斯特法伦州的一个市镇。总面积71.63平方公里，总人口17103人，其中男性8493人，女性8610人（2011年12月31日），人口密度239人/平方公里。